# Уганда
Уганда (англ. Republic of Uganda, суах. Jamhuri ya Uganda, луг. Eggwanga Yuganda), Республіка Уганда — країна на сході Африки. Столиця — місто Кампала. 
1700—2300 років тому бантумовне населення мігрувало до південної частини країни. До цього люди, що проживали на території сучасної Уганди, займалися мисливством та збиральництвом. Уганда здобула незалежність від Британії 1962 року.
Офіційні мови — англійська та суахілі, хоча в країні також поширені багато інших.
Є членом Африканського Союзу, Британської Співдружності, Організації ісламського співробітництва та Східноафриканського співтовариства.

## Етимологія
Назва походить від королівства Буганда, яке охоплювало частину півдня країни, включаючи місто Кампала.

## Природа

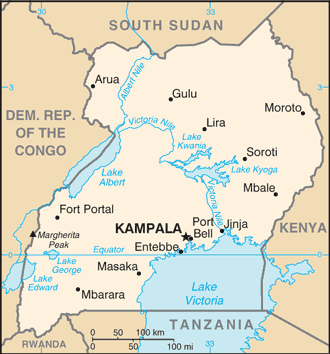
Мапа Уганди

Уганда межує на півночі із Південним Суданом, на сході з Кенією, на півдні з Танзанією і Руандою, на заході з Демократичною Республікою Конго (ДРК). Виходу до моря не має, проте південна частина включає частину озера Вікторія, яке також межує з Кенією та Танзанією.

### Геологічна будова
Територія Уганди лежить у межах Африканської платформи, складеної переважно докембрійськими кристалічними породами. Основу геологічної будови становить Африканський кристалічний щит — масив давніх гірських порід архейського та протерозойського віку. Тут переважають гнейси, граніти, кварцити, амфіболіти, сланці та інші метаморфічні породи, вік яких сягає понад 2,5 млрд років. У протерозої на значних площах формувалися осадово-метаморфічні товщі. Відомими є відклади серії Карагуве-Анаколе та Буньоро, представлені пісковиками, сланцями та кварцитами. Ці шари містять родовища корисних копалин, зокрема золота, залізної руди, міді та кобальту.
Важливе значення в геологічній історії країни має Східноафриканський рифт, що розпочав формування близько 20 млн. років тому. Тектонічні розломи спричинили підняття окремих блоків земної кори, утворення грабенів та вулканічну активність. Рифт поділяє територію Уганди на дві основні частини: західну рифтову зону з грабенами та вулканічними хребтами і східну частину з вирівняною поверхнею стародавнього плато. На заході країни в межах Альбертинського рифту розташовані тектонічні западини, заповнені потужними товщами осадових порід неогену та четвертинного віку, серед яких переважають піски, глини та конгломерати. Ці западини є зонами накопичення нафти та газу — саме тут знаходяться перспективні нафтові родовища басейну озера Альберт.
З кайнозойською рифтовою системою пов'язані центри четвертинного лужного вулканізму та глибокі западини, щаповнені осадами того ж віку. Вулканічні породи займають значні площі на сході Уганди, особливо в районі гір Елгон. Тут розвинені базальти, трахіти, ріоліти та інші вулканічні утворення, що свідчать про інтенсивні магматичні процеси у пліоцені та плейстоцені.

### Рельєф
Уганда розташована на Східноафриканському плоскогір'ї. Більша частина території країни лежить на висоті 900—1500 м над рівнем моря. 
Територія Уганди оточена горами майже з усіх боків — зі східного боку, на кордоні з Кенією, знаходиться згаслий вулкан Елгон висотою 4321 м, який має величезний кратер діаметром 11 кілометрів. У північній частині країни знаходяться південні відроги гір Іматонг (Лолібай). На південному заході на кордоні з Руандою та ДРК розташовані вулкани Вірунга (Буфумбіра). Відомий масив брилових гір — Рувензорі — піднімається вздовж західного кордону. Ці гори знаходяться в районі екватора і мають вигляд ланцюга вершин, покритих снігом. Найвищою точкою Уганди є гора Маргеріта (5109 м). 
Гори на території держави мають вулканічне походження, за винятком гір Рувензорі.

### Річки та озера
Річкова мережа належить до басейну р. Ніл. З озера Вікторія в районі Джинджі бере початок одне з джерел Нілу — Білий Ніл (або Вікторія-Ніл). Спрямовуючись на північ, він долає декілька порогів і водоспадів і озера Кйога і Альберт, а далі тече під назвою Альберт-Ніл і перетинає кордон з Суданом. Інші річки — Асва, Допет, Кафу, Кагера, Катонга, Маянджа, Малаба, Пагер та Семлікі.

### Клімат

Мапа Уґанди за класифікацією клімату Кеппена.

Клімат Уганди субекваторіальний, пом'якшений значною висотою поверхні. Денні температури в більшості районів коливаються від 17 до 28 °C. 
Кількість опадів є значною (за винятком невеликих територій у північній частині). Завдяки цьому селяни мають змогу збирати два врожаї на рік. Майже повсюдно в середньому випадає близько 1000 мм опадів на рік, хоча в південних районах, прилеглих до озера Вікторія, і на заході в горах Рувензорі ця цифра сягає 1500 мм. 
Період найсильніших дощів — у березні та вересні на півдні країни, на півночі — приблизно на місяць раніше. Чітко виділяються вологий та сухий сезони.

### Охорона природи
На території Уганди створено близько 60 природоохоронних об'єктів, у тому числі десять національних парків: Бвінді і Гори Рувензорі (обидва включені в список Світової спадщини ЮНЕСКО), Кібале, Національний парк королеви Єлизавети, Долина Кідепо, Озеро Мбуро, Мгахінга, Гора Елгон, Водоспад Мерчісон і Семулікі.

### Фізико-географічне районування
Завдяки поєднанню екваторіального клімату, різноманітних форм рельєфу, наявності великої кількості озер і річок, країна має багате ландшафтне різноманіття — від саванових рівнин і вологих тропічних лісів до гірських масивів з альпійськими луками. Уганда лежить у межах Східноафриканської плоскогірної фізико-географічної країни, де основними типами ландшафтів є: 1 — вологі північноафриканські саванові; 2 — тропічні і субекваторіальні вологолісові.
Територію Уганди можна поділити на 5 фізико-географічної областей:
- Північна саванова область (сухі савани та чагарники, місцями напівпустельні ландшафти);
- Центральне плато та басейн озера Кьога (мозаїка саван, чагарників, вторинних лісів і сільськогосподарських угідь);
- Західна рифтова область (гірські та вулканічні ландшафти із тектонічними западинами, з численними річками та озерами);
- Східні вулканічні нагір'я (середньогірські та високогірні ландшафти);
- Південна озерно-лісова область (озеро Вікторія та прилеглі території; зона вологих тропічних лісів і культурних ландшафтів).

## Історія
Люди з'явилися на території Уганди в ранню кам'яну добу. У Середньовіччі на її території існували держави Китара, Уньйоро, Буганда, Нкоре, Тооро. З 1894 року — британський протекторат Уганда.
Недавня історія: незалежність від Англії в межах Співдружності здобута в 1962 році, Мілтон Оботе став прем'єр-міністром; федеративна республіка створена в 1963 році, король Мутеса II став президентом: Оботе скинув короля Мутесу в 1966 році і став президентом. Переворот, очолюваний генерал-майором Іді Аміном, скинув Оботе в 1971 році, установив жорстокий диктаторський режим, що продовжувався до 1978 року. Тіто Окелло прийшов до влади в 1985 році, договір про поділ влади між Окелло і Йовері Мусевені закінчився в 1986 році, Мусевені став президентом. Король Баганда одержав статус формального монарха в 1993 році.

## Адміністративний поділ

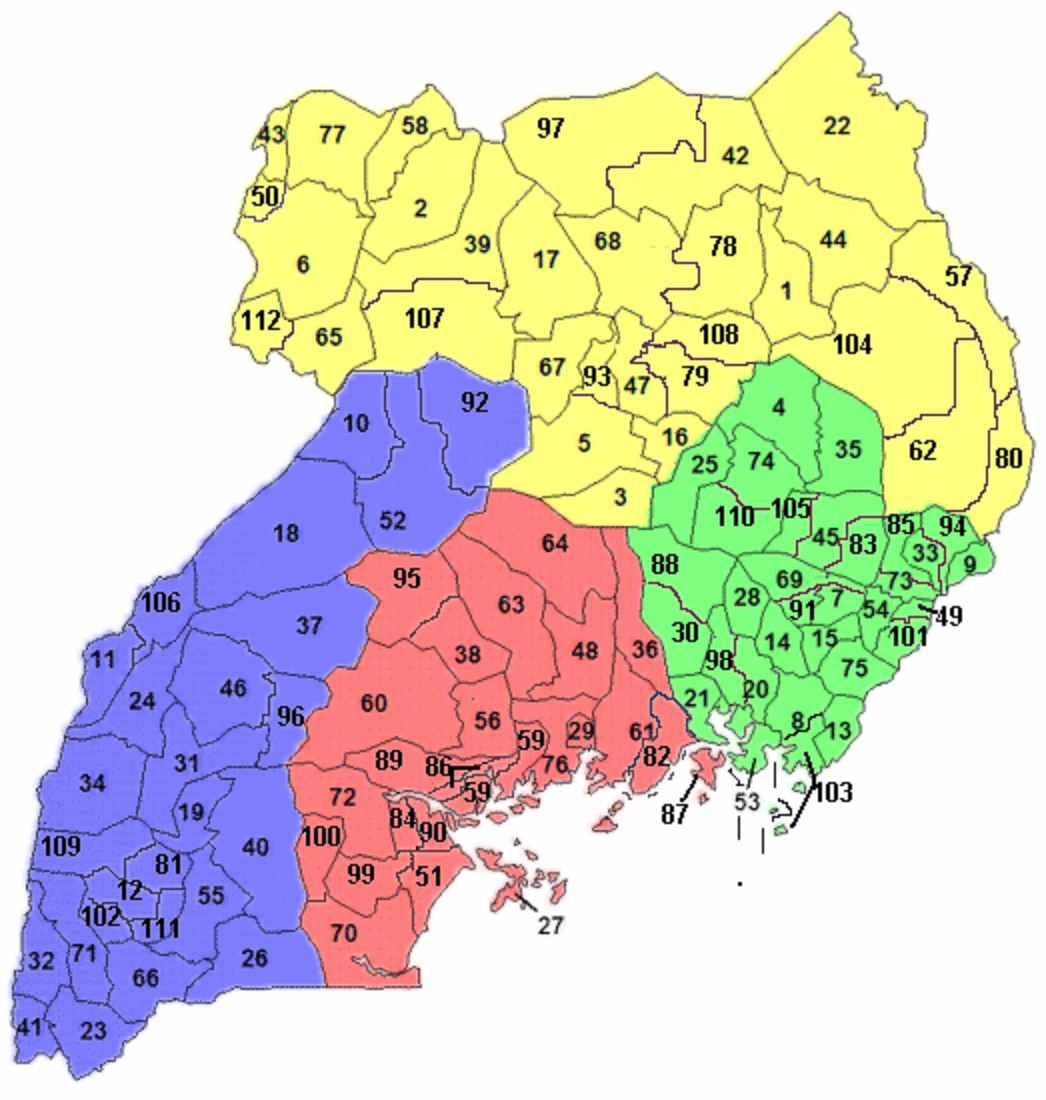

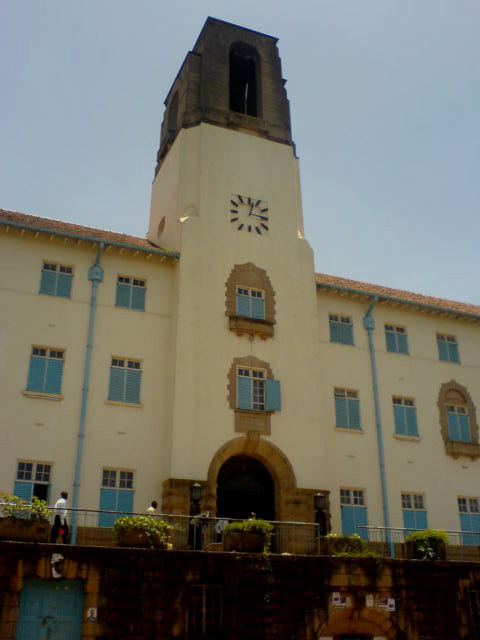
Університет Макерере у Кампалі, столиці Уганди

Уганда поділяється на 4 регіони, 136 районів та столицю Кампалу.
| Регіон      | Адміністративний центр | Площа, км² | Населення, (1991) осіб | Населення, (2002) осіб | Населення, (2014) осіб |
| ----------- | ---------------------- | ---------- | ---------------------- | ---------------------- | ---------------------- |
| Центральний | Кампала                | 37 489     | 4 843 594              | 6 683 887              | 9 529 227              |
| Східний     | Джинджа                | 27 957     | 4 128 469              | 6 301 677              | 9 042 422              |
| Північний   | Гулу                   | 82 099     | 3 151 955              | 5 345 964              | 7 188 139              |
| Західний    | Мбарара                | 49 599     | 4 547 687              | 6 417 449              | 8 874 862              |
| Всього      |                        | 197 144    | 16 761 705             | 24 748 977             | 34 634 650             |

## Економіка
Уганда — аграрна слабкорозвинена країна. Основні галузі промисловості: мідеплавильна, текстильна, цементна, харчова. Транспорт — автомобільний, залізничний, судноплавство по озерах Вікторія і Кйога. Основна залізниця країни зв'язує Кампалу з центром видобутку мідної руди Касесе на заході, містами Джинджа (з мідеплавильним комбінатом) і Тороро на сході і портом Момбасу на узбережжі Індійського океану в Кенії. Єдиний міжнародний аеропорт знаходиться поблизу Кампали в Ентеббе. Діє національна авіакомпанія «Уганда ейрлайнз».
За даними [Index of Economic Freedom, The Heritage Foundation, U.S.A. 2001]:
- ВВП — 6,9 млрд $.
- Темп зростання ВВП — 5,6 %.
- ВВП на душу населення — 332 $.
- Прямі закордонні інвестиції — 158 млн $.
- Імпорт — 1,4 млрд $ (г. ч. Кенія — 39 %; Велика Британія — 9,4 %; Індія — 5,5 %; Франція — 4,2 %; США — 3,6 %).
- Експорт — 0,951 млрд $ (г. ч. Іспанія — 13 %; Німеччина — 12 %; Бельгія –11 %; Нідерланди — 7,4 %; Угорщина — 7,4 %).

Див. також: Корисні копалини Уганди, Історія освоєння мінеральних ресурсів Уганди, Гірнича промисловість Уганди.

## Демографія

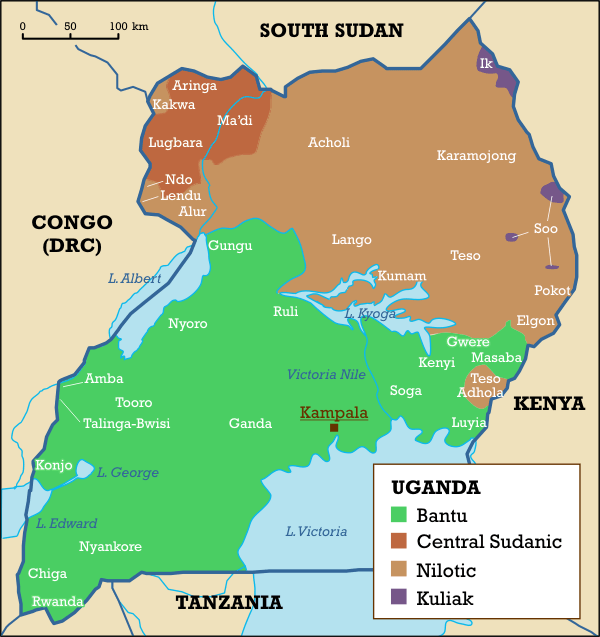
Етнолінгвістична мапа

Уганда є батьківщиною для багатьох різних національностей, жодна з яких не є більшістю, країну населяють як народи банту, так і народи нило-сахарської сім'ї. 
В країні наразі регулярно використовується близько 40 різних мов. Англійська стала офіційною після здобуття незалежності. Її особливою варіацією в Уганді є угандійська англійська.
Найпоширенішою з місцевих мов є луганда, якою розмовляє переважно народ баганда в столиці Кампала та в місцевостях регіону Буганда, що оточує Кампалу. Мови лусога та руньянкоре використовуються переважно відповідно в південно-східній та південно-західній частині країни.
Суахілі, мова, що широко використовується в східній та центрально-східній Африці, була визнана другою офіційною державною мовою у 2005 році, хоча це питання дещо пов'язане з політикою. Ця мова не є популярною серед бантумовних народів на півдні та південному заході країни, але виконує роль лінгва франка у північній частині. Вона також широко використовується поліцією та збройними силами, що можливо є наслідком непропорційно більшої частки вихідців з півночі, яких у колоніальний період призвали до служби. Статус суахілі залежить також від політичної сили при владі. Наприклад, Амін, виходець з північного заходу, під час правління проголосив суахілі державною.
Населення Уганди зросло з 4,8 мільйона мешканців у 1950 році до 24,3 мільйона у 2002 році. Поточна кількість населення оцінюється в 32,4 мільйона. Чисельність населення зросла на 10,6 млн осіб за останні 12 років. Населення країни дуже молоде — середній вік становить 15 років.

## Дипломатичні відносини з Україною
Справами України в Уганді відає українське посольство в Кенії.